# Autobusna linija br. 148 u Zagrebu
Linija 148 (Reljkovićeva – Hercegovačka – Bosanska – Jelkovićeva) dnevna je autobusna linija u Zagrebu.
Prometuje kao kružna linija na trasi: Reljkovićeva → Ilica → Vinogradska cesta → Hercegovačka ulica → Bosanska ulica → Ilica → Ulica Gjure Čanića  → Reljkovićeva
Povezuje Hercegovačku i Bosansku ulicu s terminalom Reljkovićeva gdje se ostvaruje presjedanje na tramvaj.

## Vanjske poveznice
- Vozni red linije 148

1. ↑  Datoteke u GTFS formatu. zet.hr. Pristupljeno 5. lipnja 2025. - Sadrži informacije tijela javne vlasti u skladu s Otvorenom dozvolom